# Servidão administrativa
A servidão administrativa é uma das modalidades especiais de intervenção do Estado na propriedade e, apesar de ter se desenvolvido no direito privado, especificamente nas servidões de passagem ou de trânsito, constitui um direito real de gozo por parte da Administração Pública, com base na lei, sobre o imóvel de propriedade particular, em função do interesse público. Esclarece-se que a servidão administrativa não é instituída em favor de um bem, mas de uma utilidade pública.
Maria Sylvia Zanella Di Pietro conceitua servidão administrativa como direito real de gozo pelo Poder Público ou seus delegados sobre imóvel de propriedade alheia, mediante autorização legal, em favor de um serviço público ou de um bem afetado a fim de utilidade pública.
A servidão administrativa é a que cria condições para que, em função do interesse público, o Estado possa atingir uma esfera patrimonial particular, de forma parcial, e viabilize, por exemplo, a instalação de redes elétricas em terrenos rurais ou urbanos. De toda forma, o proprietário não mais utilizará exclusivamente o bem o qual é titular, vez que o Poder Público também dele gozará. Daí que se falar em não confundir com desapropriação, já que na servidão administrativa o proprietário não perde a propriedade do bem. Outros exemplos de servidão administrativa: a servidão sobre imóveis vizinhos de bens tombados, a servidão sobre imóveis que estejam próximos a aeroportos – os quais não podem ser construídos acima de determinada altura –, a servidão de terrenos marginais aos rios etc.

## Direito privadovs.direito público
Di Pietro afirma que o conceito de servidão pertence à teoria geral do direito, embora tenha se originado no âmbito do direito privado. Em outras palavras, vale dizer, a servidão não é comprometida especificamente com o direito civil e nem com o direito administrativo, mostrando-se como uma categoria jurídica, isto é, uma noção genérica, que se desdobra em noções específicas e próprias de cada um desses ramos jurídicos. É comum, portanto, a qualquer tipo de servidão: a) a natureza de direito real sobre a coisa alheia; b)  a situação de sujeição em que se encontra a coisa serviente em relação à coisa dominante e c) o conteúdo da servidão que é sempre uma utilidade inerente à coisa serviente.
Nesse aspecto, ainda que a servidão administrativa tenha derivado da servidão civil, é diferente desta porque nela incide regime jurídico administrativo, além do fato da sua instituição, que é de interesse da coletividade, ao contrário da servidão civil que se dá em razão de interesses privados. Basta imaginar, por exemplo, a demanda pelos serviços de energia elétrica. Do local em que ela é gerada aos pontos os quais é transmitida, seria inconcebível e desnecessário que o Poder Público desapropriasse os imóveis ao longo dos trechos por onde passa a respectiva fiação elétrica, sendo que é mais eficiente e menos oneroso ao Estado instituir a servidão administrativa na linha que liga a rede de transmissão, cabendo indenização aos proprietários caso sofram danos ou prejuízos.
No Código Civil, tendo como partícipes da relação jurídica pessoas de iniciativa privada, a servidão civil se dá sobre um prédio em favor de outro, pertencente a dono diverso, em que o dono do prédio sujeito à servidão é obrigado a tolerar o uso pelo dono do prédio favorecido, destinado a certo fim. A diferença quanto à servidão administrativa reside, então, no polo passivo da relação jurídica, que é o próprio serviço público. A Administração Pública agirá em função do interesse público, limitando o uso de parte da propriedade privada necessária à execução dos serviços públicos, mediante seu poder de império, devendo sempre respeitar as restrições impostas em lei, sem ultrapassar o necessário e suficiente para o que se almeja no exercício desta prerrogativa.
Na servidão civil, além de se extinguir com a prescrição, as imposições instituídas são obrigações de deixar de fazer, enquanto na servidão administrativa, geralmente, são obrigações positivas, como roçar o mato, podar árvores, etc., não se extinguindo com a prescrição como as civis. Outro fato interessante é que apesar da possibilidade de indenização nas servidões administrativas, esta não é a regra, exceto quando for formalmente estabelecida em lei. Além disso, as servidões civis não podem gravar bens do domínio público, ao contrário das servidões administrativas.

## Limitação administrativa
A diferença entre servidão administrativa e limitação administrativa reside, de princípio, na máxima: “Toda servidão limita a propriedade, mas nem toda limitação à propriedade implica a existência de servidão”. Tem-se, portanto, que ambas são formas de restrição do Estado sobre a propriedade, diferenciando-se na determinação específica que emana de cada instituto.
A servidão tem por característica a presença de dois elementos distintivos para sua determinação: a coisa serviente (no polo passivo) e a coisa dominante (no polo ativo), existindo uma relação de utilidade da primeira para a segunda, a qual representa uma finalidade. A limitação, por sua vez, tem como indeterminado seu sujeito passivo, uma vez que, sendo criada por lei, ela recai sobre todos, igualmente.
Além disso, nas limitações, o objeto de restrição é o mais variável possível, abarcando bens móveis e imóveis, atividades econômicas, pessoas etc. Isso porque as limitações administrativas estão ligadas ao exercício do poder de polícia da Administração Pública. Nas servidões, o bem imóvel é o único objeto contemplado, por causa da natureza de direito real dessa restrição estatal.
Por fim, as limitações são determinações de caráter geral e gratuito, tendo como base o benefício para o interesse público genérico e abstrato, como a proteção ao meio ambiente, a tutela de patrimônio histórico e artístico, a estética de imóveis. A servidão administrativa, por outro lado, é determinação específica, beneficiando o interesse público concreto a ser usufruído, ou seja, é corporificado, condicionada à prerrogativa da Administração Pública em onerar o bem particular sem prévio consentimento ou mandado judicial.

## Direito à indenização
Nos casos em que a servidão administrativa decorre diretamente da lei, é incabível o direito à indenização porque “o sacrifício é imposto a toda uma coletividade de imóveis que se encontram na mesma situação”. Por outro lado, caso a servidão administrativa se origine por meio de contrato ou decisão judicial, via de regra, a indenização é a contraprestação, pois, os proprietários dos imóveis objetos da servidão estão sofrendo prejuízo em benefício a coletividade.
Tal indenização, de acordo com a jurisprudência, deve ser incluída os juros compensatórios semelhantes à desapropriação, além dos acréscimos legais, como jutos moratórios, correção monetária, honorários do advogado, do perito oficial, do assistente técnico e custas. 
A Súmula n° 56 do Superior Tribunal de Justiça fixou o entendimento que “na desapropriação para instituir servidão administrativa são devidos juros compensatórios pela limitação de uso da propriedade”, apesar de fazer confusão entre os conceitos de desapropriação e servidão administrativa pois não há a necessidade de realizar a desapropriação para instituir a servidão administrativa.

## Formas de constituição
A servidão administrativa pode ser constituída por acordo entre as partes ou através de sentença judicial. A maior parte da doutrina entende que, uma vez que se haverá de aplicar o mesmo procedimento da desapropriação à servidão administrativa – o previsto no Decreto-Lei nº 3.365/41 –, também a servidão deverá ser precedida de declaração de utilidade pública, na prescrição do art. 2º do Decreto-Lei. O art. 5º do mesmo diploma, por sua vez, lista hipóteses nas quais se reputa haver utilidade pública. Existem também os casos de servidões administrativas que decorrem diretamente da lei, independendo a sua constituição de qualquer ato jurídico, unilateral ou bilateral. Nos casos de declaração de utilidade pública, seguida de acordo ou sentença judicial, o procedimento é semelhante ao da desapropriação e encontra fundamento no artigo 40 do Decreto-lei nº 3.365, de 21-6-41, segundo o qual “o expropriante poderá constituir servidões, mediante indenização na forma da atual Lei de Registros Públicos (Lei nº 6.015, de 31-12-73), que alterou essa sistemática, exigindo, no artigo 167, I, 6, a inscrição dos “títulos das servidões em geral, para sua constituição”. No entanto, o STF adotou o entendimento de que “servidão de trânsito não titulada, mas tornada permanente, sobretudo pela natureza das obras realizadas, considera-se aparente, conferindo direito à proteção possessória” (cf. Súmula nº 415). E o Tribunal de Alçada Civil entendeu que a servidão para transmissão de energia elétrica, sendo aparente e contínua, dispensa inscrição para valer contra terceiros (RT 430/163).

## Modalidades
Dentre as modalidades decorrentes diretamente da lei, existem:
- Servidão sobre terrenos marginais;

- Servidão a favor das fontes de água mineral, termal ou gasosa e dos recursos hídricos;

- Servidão sobre prédios vizinhos de obras ou imóvel pertencente ao patrimônio histórico e artístico nacional;

- Servidão em torno de aeródromos e heliportos;

- Servidão militar.

Além das servidões que decorrem diretamente de lei, outras podem ser instituídas por acordo ou sentença judicial, com base no art. 40 do Decreto-Lei nº 3.365/41 ou em leis esparsas, merecendo ser citadas, a de aqueduto e a de energia elétrica. 

## Extinção
A servidão administrativa é, a princípio, permanente, por se tratar de um direito real. No estudo doutrinário do direito privado, o princípio da perpetuidade é dado como adequado à caracterização desse ônus real, o que significa o dever de permanecer a utilização do bem alheio como compatível com os objetivos que inspiraram sua instituição. Não tem prazo fixado, devendo ser mantida enquanto perdurar a necessidade do Poder Público e a utilidade do prédio serviente.
Entretanto, há a possibilidade de ocorrer certos fatos supervenientes que acarretem na extinção da servidão. Esses fatos podem ser agrupados em três categorias. A primeira é relativa ao fato que consiste no desaparecimento da coisa gravada. Se desaparece o bem gravado, desaparece assim o próprio objeto da servidão, e esta se extingue naturalmente. A segunda categoria trata do caso de extinção caso o bem gravado for incorporado ao patrimônio da pessoa em favor da qual foi instituída. Desta forma desaparece a relação bilateral que caracteriza o instituto. E, como ninguém pode impor servidão sobre seus próprios bens, o efeito é a extinção do direito real. Finalmente, a última categoria é a da situação administrativa pela qual fica patenteado o desinteresse do Estado em continuar utilizando parte do domínio alheio. Ocorre como o fenômeno da desafetação, ou seja, cessa o interesse público que havia inspirado a servidão administrativa. A extinção da servidão, no caso, é o efeito natural do desinteresse público superveniente: se não há interesse público no uso de bem de terceiro, desaparece o suporte jurídico para a prossecução do direito real. Em outras palavras: o direito real fica sem objeto .